# Бутбей-Гарбор (Мен)
Бутбей-Гарбор (англ. Boothbay Harbor) — місто (англ. town) в США, в окрузі Лінкольн штату Мен. Населення — 2027 осіб (2020).

### Клімат
| Клімат : Бутбей-Гарбор | Клімат : Бутбей-Гарбор | Клімат : Бутбей-Гарбор | Клімат : Бутбей-Гарбор | Клімат : Бутбей-Гарбор | Клімат : Бутбей-Гарбор | Клімат : Бутбей-Гарбор | Клімат : Бутбей-Гарбор | Клімат : Бутбей-Гарбор | Клімат : Бутбей-Гарбор | Клімат : Бутбей-Гарбор | Клімат : Бутбей-Гарбор | Клімат : Бутбей-Гарбор | Клімат : Бутбей-Гарбор |
| Показник               | Січ.                   | Лют.                   | Бер.                   | Квіт.                  | Трав.                  | Черв.                  | Лип.                   | Серп.                  | Вер.                   | Жовт.                  | Лист.                  | Груд.                  | Рік                    |
| Середній максимум, °C  | −1,3                   | 0,6                    | 5,3                    | 11,8                   | 18,5                   | 22,9                   | 25,9                   | 24,9                   | 19,9                   | 13,8                   | 7,4                    | 1,3                    | 12,6                   |
| Середній мінімум, °C   | −11,1                  | −9,2                   | −4,2                   | 1,1                    | 6,7                    | 11,4                   | 14,6                   | 14,1                   | 9,7                    | 4,1                    | −0,8                   | −7,5                   | 2,5                    |
| Норма опадів, мм       | 110                    | 82                     | 112                    | 108                    | 102                    | 91                     | 79                     | 70                     | 97                     | 104                    | 119                    | 118                    | 1192                   |
| ---------------------- | ---------------------- | ---------------------- | ---------------------- | ---------------------- | ---------------------- | ---------------------- | ---------------------- | ---------------------- | ---------------------- | ---------------------- | ---------------------- | ---------------------- | ---------------------- |
| Джерело: NOAA          |                        |                        |                        |                        |                        |                        |                        |                        |                        |                        |                        |                        |                        |

## Демографія
Згідно з переписом 2010 року, у місті мешкало 2165 осіб у 1084 домогосподарствах у складі 550 родин. Було 2175 помешкань
Расовий склад населення:
| - 97,1 % — білих - 0,8 % — азіатів - 0,6 % — чорних або афроамериканців - 0,3 % — корінних американців |

До двох чи більше рас належало 1,2 %. Частка іспаномовних становила 0,7 % від усіх жителів.
За віковим діапазоном населення розподілялося таким чином: 11,6 % — особи молодші 18 років, 55,2 % — особи у віці 18—64 років, 33,2 % — особи у віці 65 років та старші. Медіана віку мешканця становила 55,8 року. На 100 осіб жіночої статі у місті припадало 83,3 чоловіків;  на 100 жінок у віці від 18 років та старших — 81,5 чоловіків також старших 18 років.
Середній дохід на одне домашнє господарство  становив 64 023 долари США (медіана — 45 792), а середній дохід на одну сім'ю — 82 248 доларів (медіана — 62 500). Медіана доходів становила 36 542 долари для чоловіків та 34 737 доларів для жінок. За межею бідності перебувало 10,9 % осіб, у тому числі 20,6 % дітей у віці до 18 років та 6,4 % осіб у віці 65 років та старших.
Цивільне працевлаштоване населення становило 830 осіб. Основні галузі зайнятості: освіта, охорона здоров'я та соціальна допомога — 20,1 %, мистецтво, розваги та відпочинок — 18,9 %, роздрібна торгівля — 16,9 %.